# Electric City
Electric City – miasto w Stanach Zjednoczonych, w stanie Waszyngton, w hrabstwie Grant.

## Demografia
Według spisu ludności z 2020 roku, które zostało wykonane przez agencję rządową United States Census Bureau, w Electric City mieszkało 956 mieszkańców.